# Vyšší arcibiskup ukrajinské řeckokatolické církve
Vyšší arcibiskup ukrajinské řeckokatolické církve je hlavou této církve, která vůči ní vykonáva patriarchální práva, má titul "vyšší arcibiskup kyjevsko-haličský". Aktuálně je jeho vlastní archieparchií Kyjev.

## Historie
Po uzavření Brestlitevské uniev roce 1596 zůstala kyjevskému metropolitovi jen omezená pravomoc nad církvemi (jmenovat sufragánní eparchy). Až v roce 1963 povýšil papež Pavel VI. ukrajinskou katolickou církev na vyšší arcibiskupskou církev. V té době byla sídlem vyššího arcibiskupa Lvovská ukrajinská archieparchie. Dne 6. prosince 2004 byl změněn titul vyššího arcibiskupa na "vyšší arcibiskup kyjevsko-haličský" a současně se jeho vlastní archieparchií stal Kyjev.

## Seznam vyšších arcibiskupů ukrajinské katolické církve
- Josip Slipyj (1963-1984)
- Miroslav Ivan Ljubačivskij (1984-2000)
- Lubomyr Huzar (2000-2011)
- Svjatoslav Ševčuk od 2011